# سن لو، رئونیون
شهر سن لو، رئونیون (به فرانسوی: Saint-Leu, Réunion) در شهرستان رئونیون در ناحیه رئونیون با جمعیت ۲۸٬۹۶۹ نفر در کشور فرانسه واقع شده‌است

## نگارخانه

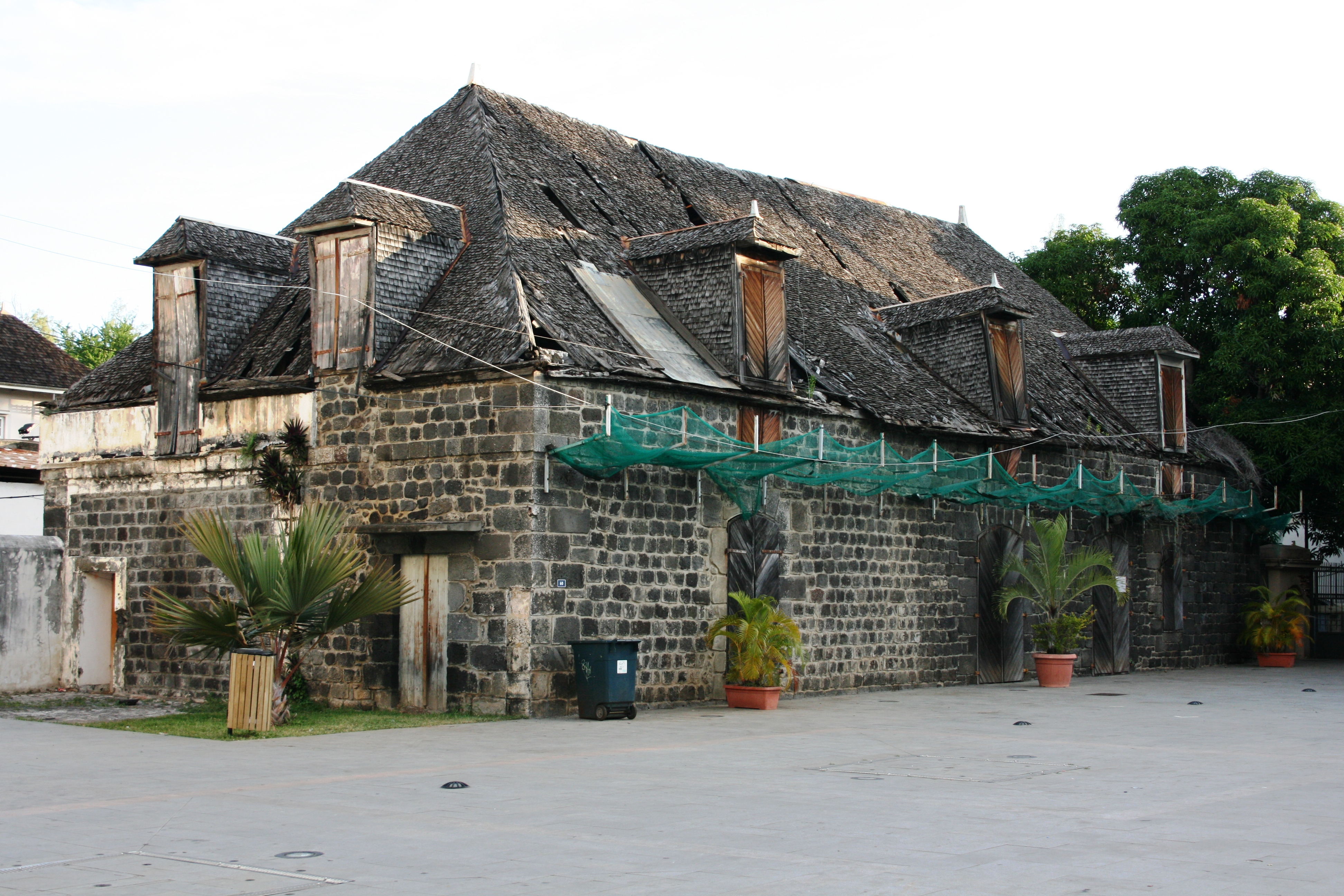
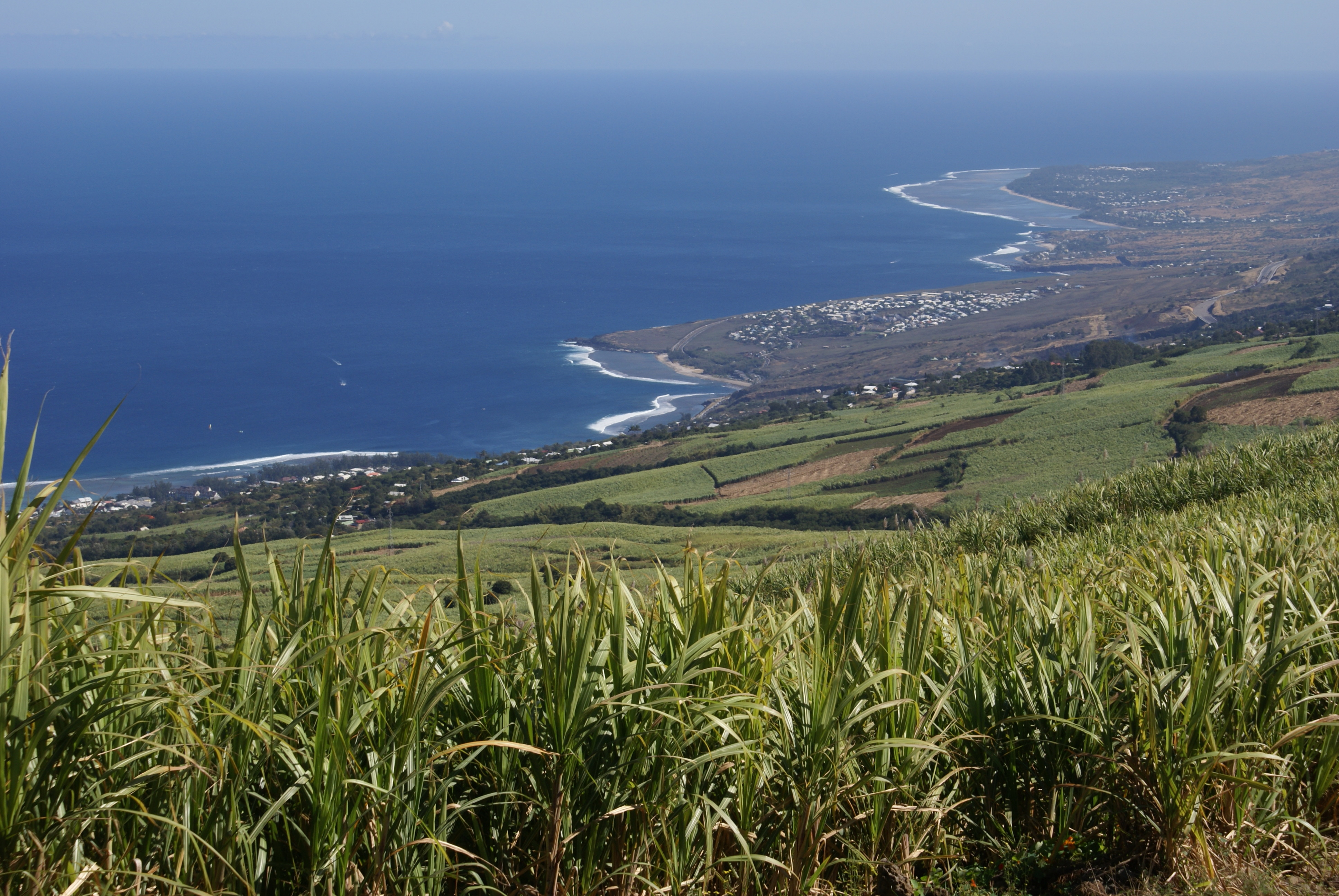
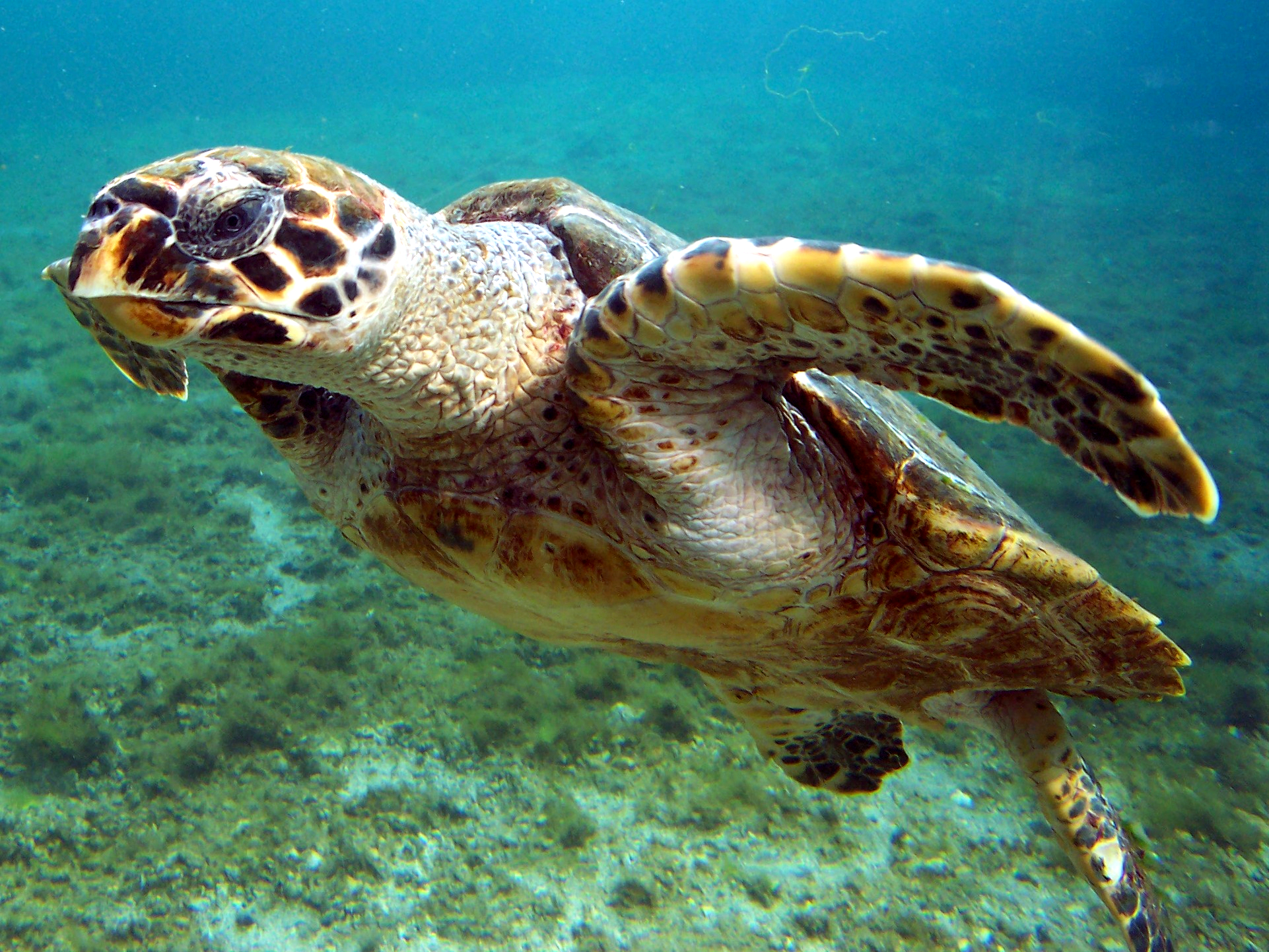
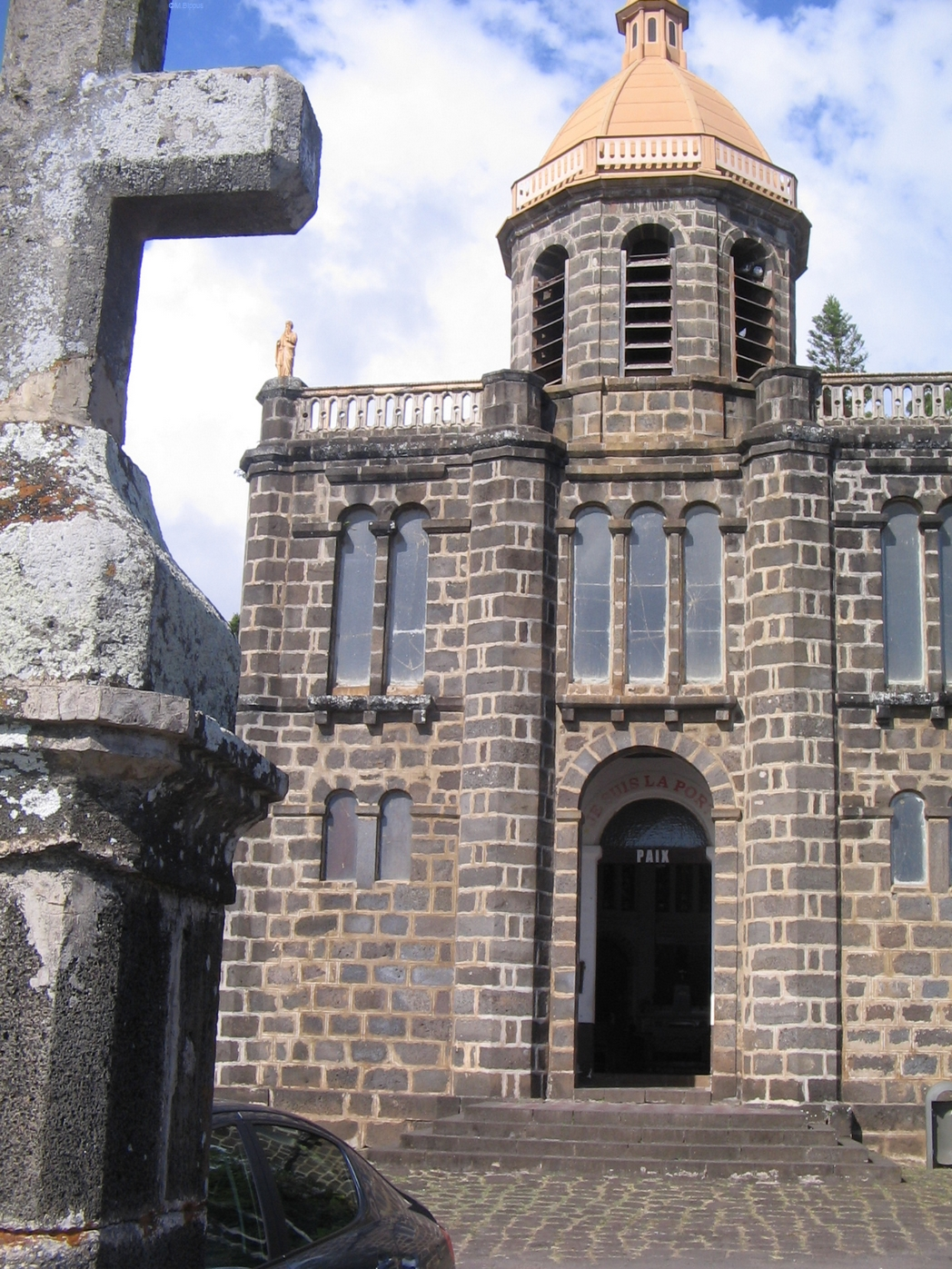
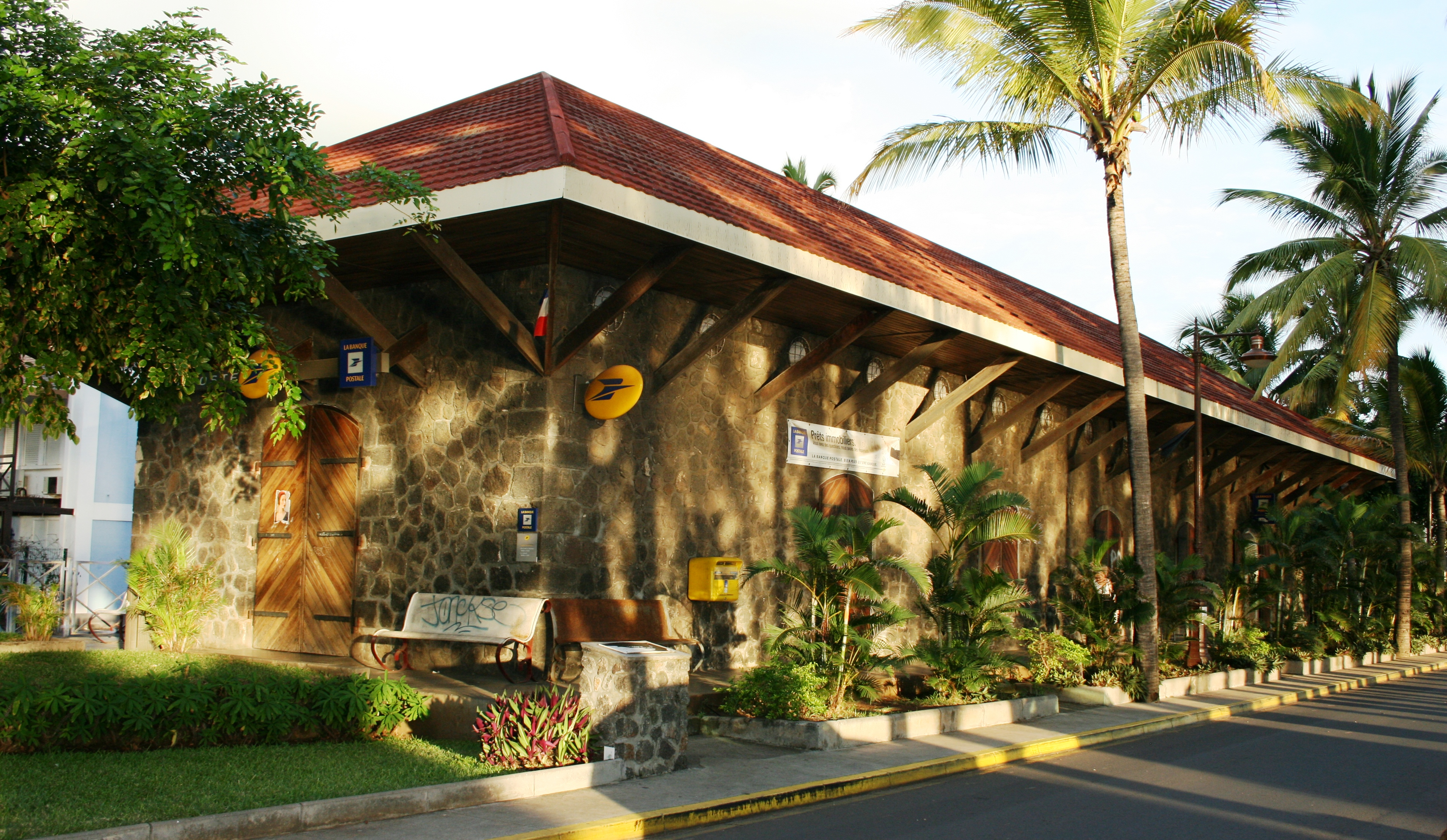
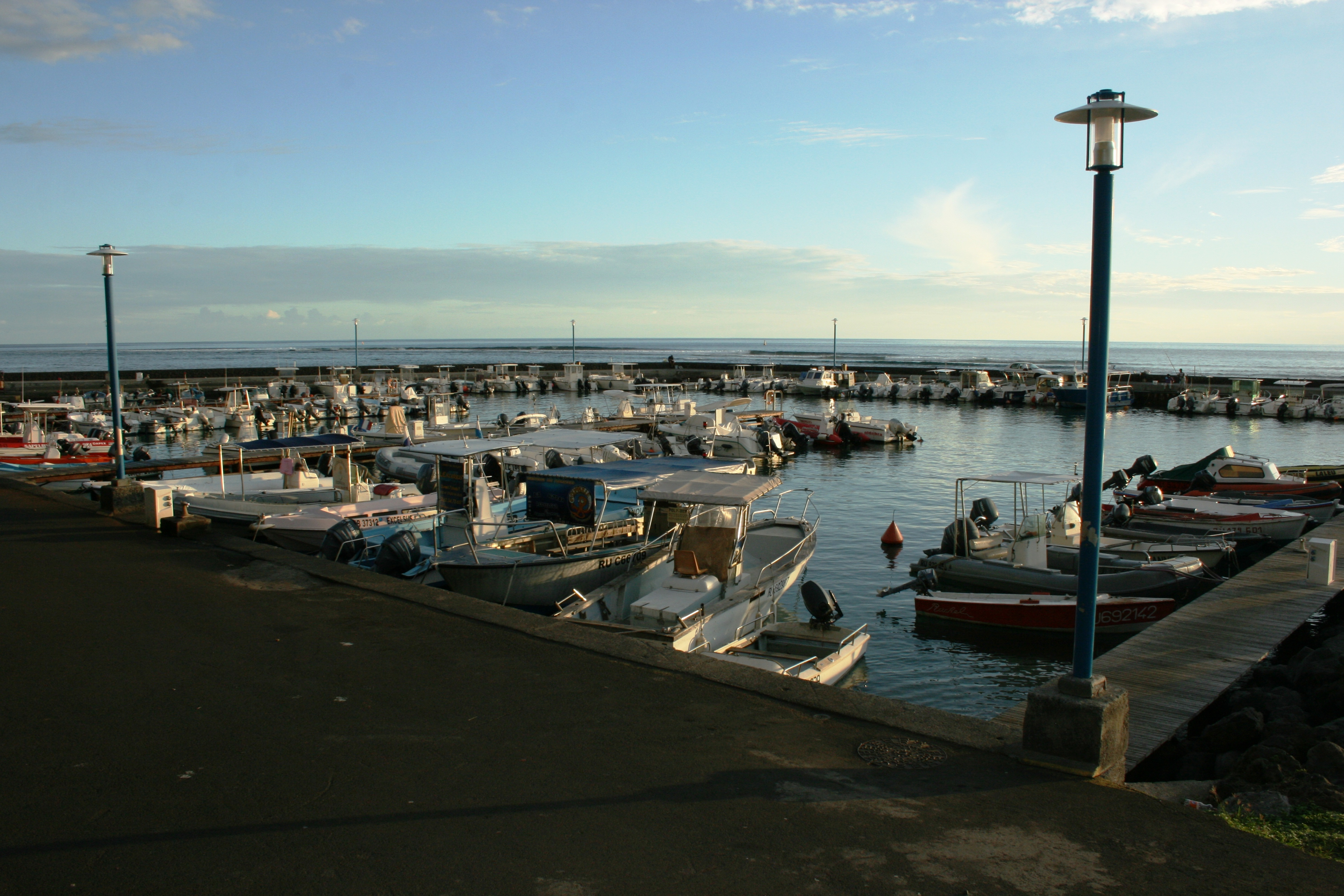
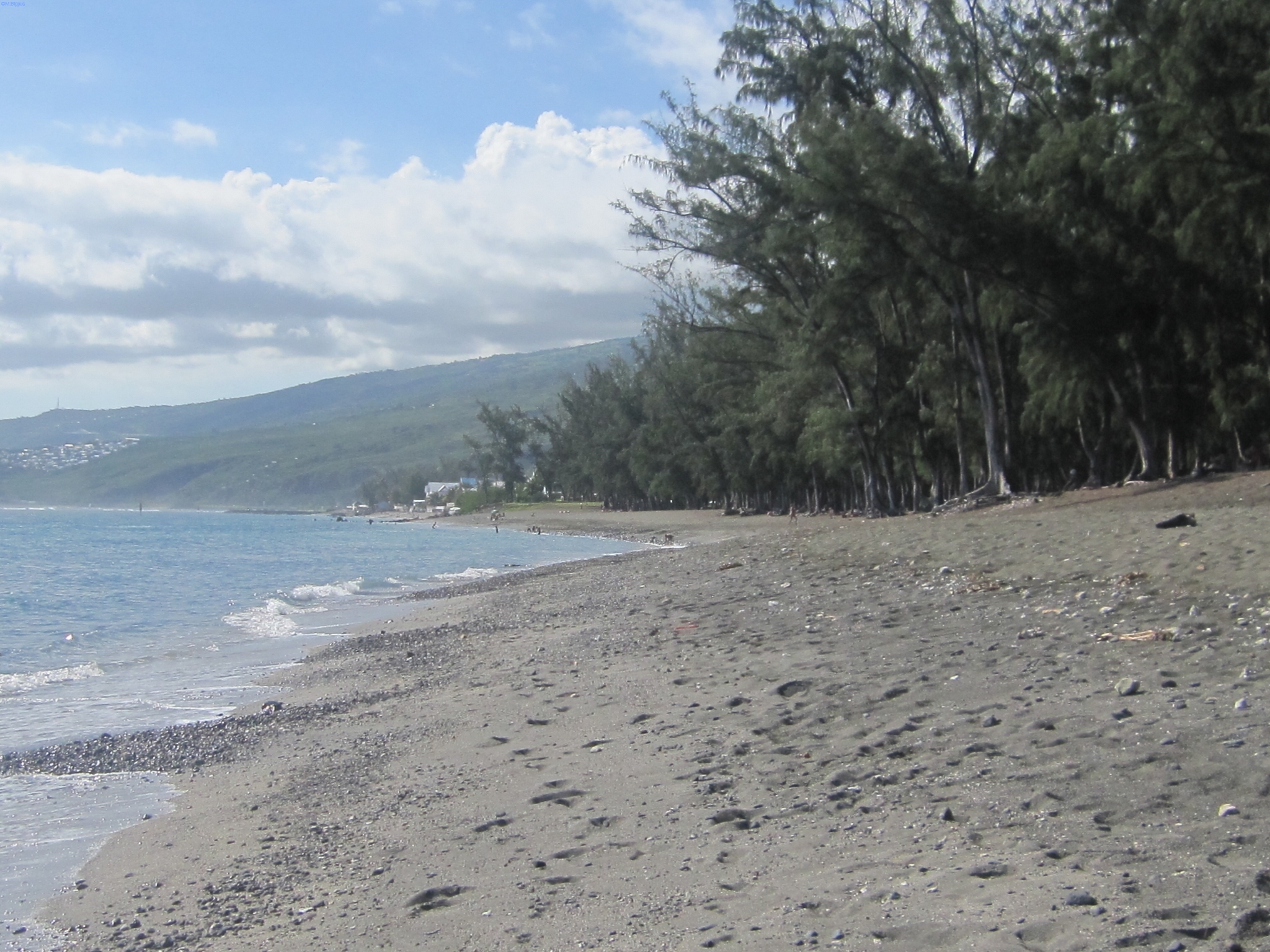